# Societat Catalana de Fotògrafs de la Natura
La Societat Catalana de Fotògrafs de la Natura (SCFN) és una associació creada el 2008 en el si de la Institució Catalana d'Història Natural, filial de l'Institut d'Estudis Catalans, amb l'objectiu d'establir col·laboració entre les institucions que gestionen el patrimoni natural i els professionals de la fotografia de natura.
Societat Catalana de Fotògrafs de Natura s'interessa igualment per la divulgació de la professió de fotògraf de la natura i vol incidir perquè la pràctica d'aquesta disciplina es faci de la manera més respectuosa possible, tant entre els professionals com entre els afeccionats, i reivindica la seva activitat com un art i una eina d'utilitat didàctica i d'investigació científica.